# Avenida Rodríguez de Francia
La Avenida Doctor José Gaspar Rodríguez de Francia, abreviada generalmente como Avda. Rodríguez de Francia o Avda. Dr. Francia, es una importante avenida de Asunción, Paraguay. Se inicia en la Calle Independencia Nacional y termina en la Calle Yuty. En su extremo Noroeste sigue con el nombre de Avda. Ygatimi, mientras que en su otro extremo lleva el nombre de Avda. Próceres de Mayo. Esta avenida cruza el mercado más popular de la capital paraguaya, el Mercado 4.

## Toponimia
La avenida es nombrada así por el dictador paraguayo José Gaspar Rodríguez de Francia, quien había sido gobernante del Paraguay desde 1814 a 1840.

## Importancia

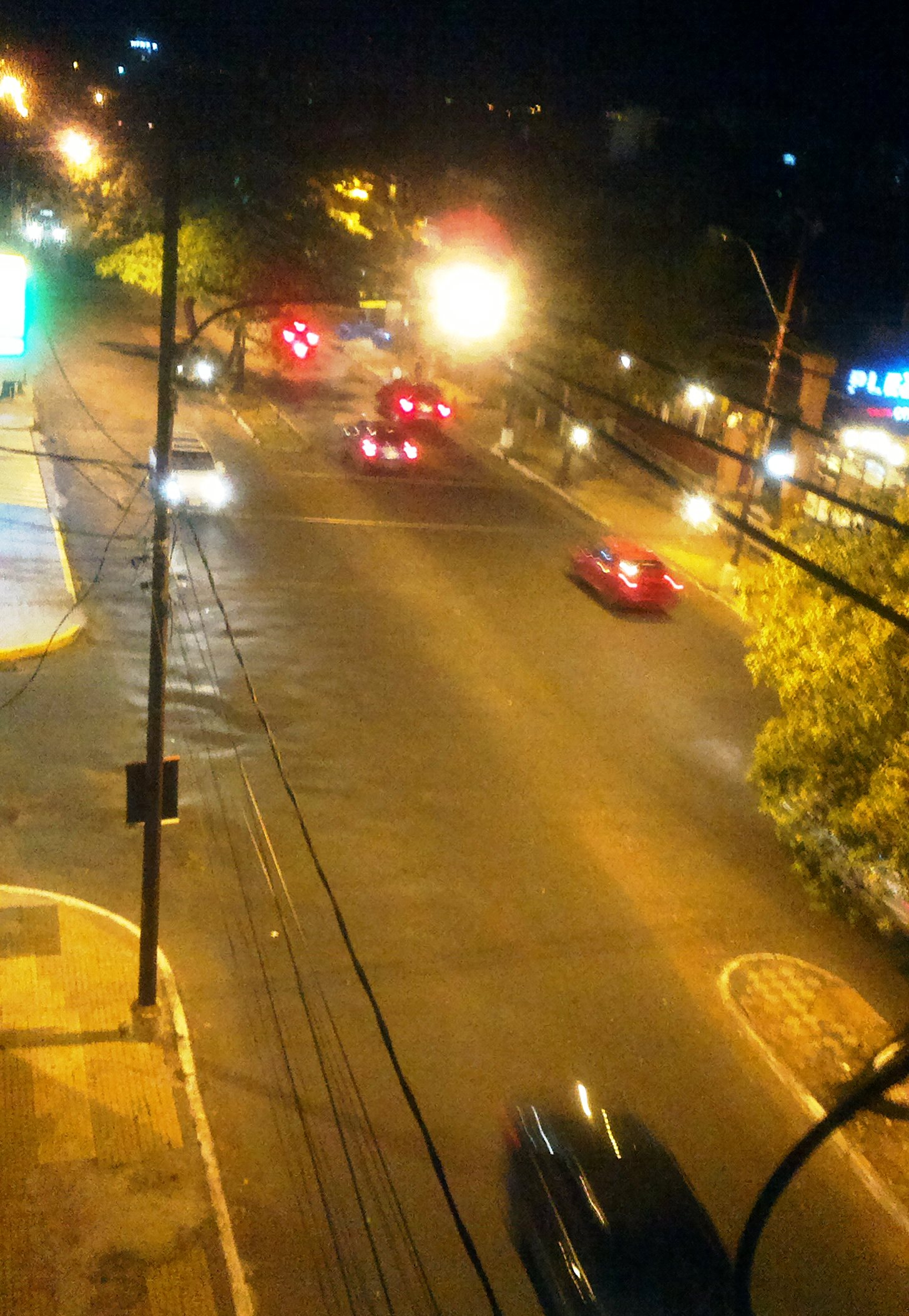
Avda. Rodríguez de Francia, en la esquina de la Calle Antequera.

La Avda. Dr. Francia es la única doble avenida del Centro de Asunción, siendo así bastante utilizada para el tránsito.

## Lugares de interés
Los lugares importantes que se encuentran sobre esta avenida de suroeste a noreste son:
- Sanatorio Británico (esq. Parapití)
- Ministerio de Justicia (esq. Estados Unidos)
- Mercado Municipal N° 4 (desde Perú hasta Yuty)

## Infraestructura
La avenida está asfaltada en su totalidad. Su anchura varía de acuerdo a los barrios en los que pasa. Es de doble sentido en toda su extensión.
- Datos: Q17622116